# Puntale (fodero)

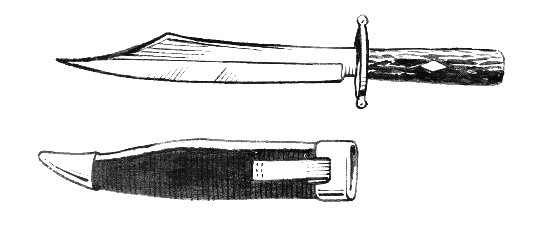
Fodero con bordature (coltello Bowie)

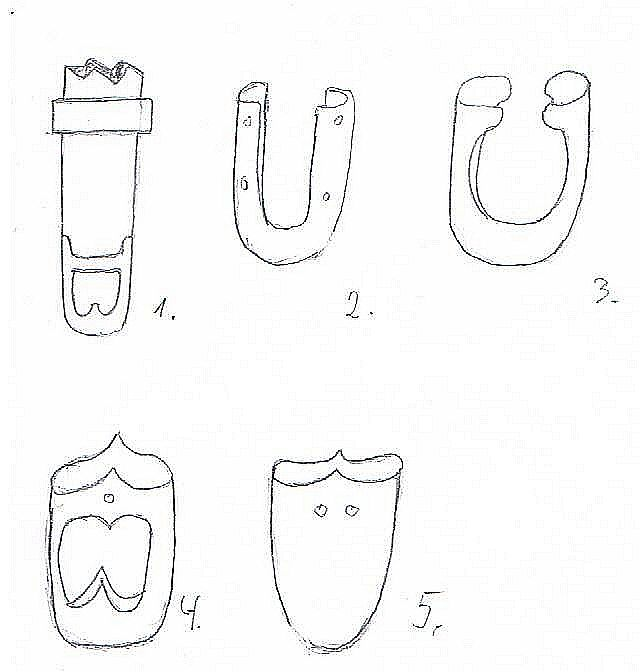
Forme di puntali

Il puntale del fodero (Ortblech o Schleppblech in lingua tedesca) è la parte finale sulla punta del fodero di una arma bianca. Il fodero di una spada è solitamente in legno e/o pelle, è fatto per resistere a urti, abrasione e piegatura. La protezione serve per non far sfondare il fodero dall'arma bianca inserita nello stesso. Di conseguenza il puntale è di materiale più resistente del fodero, generalmente di metallo, legno o di polimero in tempi moderni. Questo permette all'arma inserita nel fodero di non trapassarlo, per sicurezza. Nel corso del tempo la forma dei puntali è stata delle più disparate anche per seguire al forma delle punte. I puntali possono essere decorati con preziosi o metalli nobili (argentati) o dorati.